# Lucas Martella
Rodrigo Lucas Martella (n. 13 de agosto de 1983, Buenos Aires, Argentina) es un futbolista argentino, juega como delantero y actualmente juega en el Diriangén Fútbol Club de Nicaragua.

## Trayectoria
Inició jugando en el Club Atlético Estudiantes de su natal Argentina, allí permaneció desde 2003 hasta el 2008. Luego pasó al Club Atlético Acassuso de 2008 a 2009. Luego inició su aventura en el exterior al formar parte del Patriotas Fútbol Club colombiano, donde jugó en el 2010, para luego regresarse a su país para integrar el Club Defensores de Cambaceres. Luego pasó al Municipal Pérez Zeledón de Costa Rica donde jugó una temporada, para integrarse al Diriangén Fútbol Club de Nicaragua, allí jugó una temporada. Posteriormente es parte del Limón Fútbol Club de la Primera División de Costa Rica. En julio de 2014 se reincorpora al fútbol argentino a través del Boxing Club. En enero de 2015 regresa a Nicaragua al Diriangén Fútbol Club para el torneo clausura 2014-2015 donde fue el máximo artillero del club anotando 13 goles.

## Clubes
| Club                     | País       | Año               |
| ------------------------ | ---------- | ----------------- |
| Estudiantes (BA)         | Argentina  | 2003 - 2008       |
| Acassuso                 | Argentina  | 2008 - 2009       |
| Estudiantes (BA)         | Argentina  | 2009              |
| Patriotas FC             | Colombia   | 2010              |
| Defensores de Cambaceres | Argentina  | 2010 - 2011       |
| Pérez Zeledón            | Costa Rica | 2011 - 2012       |
| Diriangén FC             | Nicaragua  | 2012 - 2013       |
| Limón FC                 | Costa Rica | 2014              |
| Boxing Club              | Argentina  | 2014              |
| Diriangén FC             | Nicaragua  | 2015 - Actualidad |